# Thị trấn
Een thị trấn is in Vietnam een bestuurlijk niveau, en kan worden omschreven als stadsgemeente. Het staat op gelijke hoogte met een xã (plattelandsgemeente) en een phường (stadsdeel), ook bestuurlijke eenheden op het derde, laagste niveau.
Een thị trấn is altijd een onderdeel van een district (huyện). Als het lokale bestuurlijke orgaan zich in een thị trấn bevindt, is de thị trấn ook automatisch de hoofdstad van het district.
In 2008 telde Vietnam 617 stedelijke gemeenten. Dit aantal groeide naar 629 in 2012.